# 오프라벨
오프라벨은 식약처에서 의약품을 허가한 용도 이외의 적응증에 약을 처방하는 행위를 의미한다. 이러한 행위는 적응증에 맞는 적절한 약이 없어서 대체 조제약으로 처방되는 경우도 있고, 그 이외 환자의 특이적 상태를 보고 처방하는 경우도 있다. 제약사가 이러한 오프라벨 사용을 판촉하는 건 법으로 규제하고 있고, 제약사들이 몇몇 약품의 오프라벨 사용을 판촉하다가 관계당국으로부터 제재 조치를 받는 경우도 있다. (참조:클로자핀, en:risperidone)

## 참고 문헌
1. ↑  “소아용 의약품 개발 기피로 오프라벨 처방 의존…이대로 괜찮은가”. 2014년 6월 30일에 확인함.[깨진 링크(과거 내용 찾기)]
2. ↑  “의사들 '오프라벨' 사용 요주의”. 2014년 6월 30일에 확인함.[깨진 링크(과거 내용 찾기)]